# Torneo de las Cuatro Naciones 1938
El Torneo de las Cuatro Naciones de 1938 (Home Nations Championship 1938) fue la 51° edición del principal Torneo de rugby del Hemisferio Norte.
El campeón del torneo fue Escocia.

## Clasificación
| Lugar | Selección  | Partidos | Partidos | Partidos  | Partidos | Puntos  | Puntos    | Puntos | Tabla de puntos |
| Lugar | Selección  | Jugados  | Ganados  | Empatados | Perdidos | A favor | En contra | dif.   | Tabla de puntos |
| ----- | ---------- | -------- | -------- | --------- | -------- | ------- | --------- | ------ | --------------- |
| 1     | Escocia    | 3        | 3        | 0         | 0        | 52      | 36        | +19    | 6               |
| 2     | Gales      | 3        | 2        | 0         | 1        | 31      | 21        | +10    | 4               |
| 3     | Inglaterra | 3        | 1        | 0         | 2        | 60      | 49        | -11    | 2               |
| 4     | Irlanda    | 3        | 0        | 0         | 3        | 43      | 70        | -37    | 0               |

## Resultados
| 15 de enero | Gales | 14 - 8 | Inglaterra | Cardiff, |  |

| 5 de febrero | Escocia | 8 - 6 | Gales | Edimburgo, |  |

| 12 de febrero | Irlanda | 14 - 36 | Inglaterra | Dublín, |  |

| 26 de febrero | Escocia | 23 - 14 | Irlanda | Edimburgo, |  |

| 12 de marzo | Gales | 11 - 5 | Irlanda | Cardiff, |  |

| 19 de marzo | Inglaterra | 16 - 21 | Escocia | Londres, |  |

## Premios especiales
- Triple Corona:  Escocia
- Copa Calcuta:  Escocia